# Ophir Mine
L'Ophir Mine était une compagnie minière basée à Virginia City, dans le Nevada, fondée en 1860 pour exploiter un des premiers filons du Comstock Lode le plus important gisement d'argent-métal de l'histoire des États-Unis. Elle est le lieu d'innovation dans les techniques minières en profondeur et treize ans après sa création, la formidable découverte du Big Bonanzza lui donne une seconde jeunesse, même si elle n'en profite que partiellement.

## Histoire
L'Ophir Mine est découverte dès les débuts du Comstock Lode avec un potentiel qui suscite la spéculation. Très vite, l'un des propriétaires, Patrick McLaughlin, vend ses parts pour 3500 dollars. Emanuel Penrod, associé d'Henry Comstock, qui a donné son nom au gisement, vend plus tard le huitième d'une société qui deviendra celle d'Ophir pour 8500 dollars. Elle compte aussi parmi ses investisseurs un fils de mineur qui fera une grande carrière dans les affaires George Hearst.
L'ingénieur allemand Philip Deidesheimer (1832 - 1916) y teste dès 1860 un système de gros "cubes" qui permet aux mineurs expérimentés d'ouvrir des cavités de taille voulue, en profondeur. Il refuse de breveter cette invention, qui profitera à tout le comstock, menant à des galeries de plus en plus profondes. Il sera quinze ans plus tard nommé directeur de la mine par l'actionnaire, la Bank of California, en janvier 1875, lorsque la spéculation bat son plein sur cette mine.
Entre-temps, l'irlandais James Graham Fair devient directeur adjoint de l'Ophir Mine, puis  directeur de la mine "Hale and Norcross Mine" en 1867, l'année où il se lie d'amitié avec son futur associé, irlandais comme lui, John William Mackay. Ce sont eux qui vont découvrir, non loin de l'Ophir Mine, le Big Bonanzza en mars 1873, le plus riche des filons du Comstock, opéré par leur nouvelle société, la Consolidated Virginia mining company.
Le banquier William Chapman Ralston a entendu dire que l'Ophir Mine pourrait en bénéficier aussi, et il achète de nombreuses actions pour faire monter le cours à 315 dollars en janvier 1875, au moment où il fait revenir Philip Deidesheimer Mais en quelques semaines l'action tombe à 65 dollars. La rumeur veut que le Big Bonanzza soit moins important qu'espéré et que son associé William Sharon soit lui en train de vendre ses actions.